# 天主教南圣克鲁斯教区
天主教南聖克魯斯教區（拉丁語：Dioecesis Sanctae Crucis in Brasilia），是巴西一個天主教教區，位於東南部南大河州中部，包括三十九個市。屬聖瑪麗亞總教區。
教區成立於1959年6月20日，2004年有教友447,502人，佔總人口83.3%。有五十個堂區、司鐸七十六人。現任教區主教為卡尼西奧·克勞斯。